# 曹步雲
曹步雲（?—?），湖北省黃州府麻城縣人，清朝政治人物、同進士出身。
光緒九年（1883年），参加癸未科殿試，登進士三甲9名。同年五月，著以主事分部学习。